# Барыколь
Барыколь (каз. Барыкөл) — село в Аккайынском районе Северо-Казахстанской области Казахстана. Село входит в состав Киялинского сельского округа. Код КАТО — 595845200.

## География
Расположено около озера Шаглытениз.

## Население
В 1999 году численность населения села составляла 242 человека (125 мужчин и 117 женщин). По данным переписи 2009 года, в селе проживало 131 человек (74 мужчины и 57 женщин).